# Orquesta de Guitarras Simón Bolívar
La Orquesta de Guitarras Simón Bolívar (OGSB) es una agrupación nacida en el año 2012 y es dirigida por el maestro Ignacio Ornes, y tiene su sede en la ciudad de Caracas en el Conservatorio de Música Simón Bolívar.viene realizando una destacada labor pedagógica y artística, habiendo ya presentado, entre otros, dos conciertos exitosos dentro de la apretada agenda del Centro de Acción de Acción Social por la Música del Sistema Nacional de Orquestas y Coros Juveniles e Infantiles de Venezuela. Siguiendo los pasos de las orquestas pioneras en Venezuela y el mundo en esta formación, esta agrupación, ya reconocida como una de las mejores orquestas de guitarras del país, aspira crear un espacio digno para el desarrollo del guitarrista venezolano, ofreciendo al mismo tiempo una propuesta sonora innovadora tanto para el público como para intérpretes y creadores.

## Historia
A finales de 2011, Ignacio Ornés expuso el proyecto para la agrupación ante el director general del Conservatorio, Profesor Valdemar Rodríguez y el director académico, profesor Evelio Barazarte, quienes se entusiasmaron con la idea y fijaron de inmediato la fecha de inicio de ensayos. En menos de un año de actividades, la práctica constante y el compartir dentro la agrupación ha venido transformando no solo la formación, ahora integral de los jóvenes guitarristas que la conforman sino también su visión y misión de vida como artistas, ya no solo como aspirantes a la carrera de solistas sino como miembros respetables de un colectivo mayor como es una orquesta. El repertorio que interpreta la orquesta abarca desde la música renacentista hasta la actualidad y se viene desarrollando a través de un arduo trabajo de investigación y de arreglo de materiales diversos, aportando nuevas sonoridades y dando nueva vida en muchos casos a piezas conocidas en su instrumentación original.